# Vaaranalusluodot
Vaaranalusluodot är en ö i Finland. Den ligger i sjön Pielisjärvi och i kommunen Juga i den ekonomiska regionen  Joensuu ekonomiska region  och landskapet Norra Karelen, i den centrala delen av landet, 400 km nordost om huvudstaden Helsingfors. Öns area är 0,4 hektar och dess största längd är 100 meter i sydöst-nordvästlig riktning.  Notera att namnet antyder att det är fråga om flera öar.